# Præsidentvalget i El Salvador 2009
Et præsidentvalg blev afholdt i El Salvador 15. marts 2009. Spidskandidaterne var Rodrigo Ávila (ARENA) og Mauricio Funes (FMLN). Funes vandt valget med 51,3% af stemmerne. 

## Kandidater
| Abbreviation | Abbreviation | Parti                                     | Præsidentkandidat | Medkandidat            |
| ------------ | ------------ | ----------------------------------------- | ----------------- | ---------------------- |
|              | FMLN         | Farabundo Martí National Liberation Front | Mauricio Funes    | Salvador Sánchez Cerén |
|              | ARENA        | Alianza Republicana Nacionalista          | Rodrigo Ávila     | Arturo Zablah          |

Partido Demócrata Cristiano havde nomineret Carlos Rivas Zamora og Merlin Peña, men trak deres nominering tilbage 2. februar 2009, efter det blev klart, at de ville have en ringe chance for at vinde valget. I samme anledning trak PCN sit kandidatur tilbage et par dage efter.

## Resultater
FMLN vandt valget med 51,3% af stemmerne, mens Arena fik 48,7%, hvilket er den første gang ARENA taber et præsidentvalg i 20 år. Et valgobservationshold, udsendt af Organisationen af Amerikanske Stater erklærede, at der ikke havde været større uheld under valghandlingen, selvom der gik rygter om, at honduranere havde afgivet stemmer på et valgsted i Torola.
| Parti | Antal stemmer | Procentandel |
| ----- | ------------- | ------------ |
| FMLN  | 1 349 142     | 51,29 %      |
| ARENA | 1 280 995     | 48,70 %      |
| Total | 2 630 137     | 100 %        |